# Produit de rasage
 (novembre 2015).
Un produit de rasage est un produit qui doit permettre un rasage facile, en douceur, sans douleurs ni coupures, limiter les irritations, prévenir l'apparition de boutons liés à la repousse du poil sous la peau (pseudofolliculite de la barbe).
L'histoire et l'évolution technique des produits de rasage est indissociable de l'évolution des outils et des pratiques de rasage.

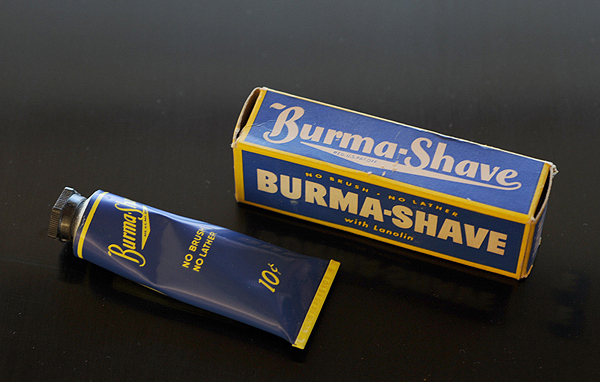
Tube de mousse à raser sans blaireau Burma-Shave, États-Unis, années 1940

## L'eau
L'utilisation de produits facilitant le rasage n'est pas répertoriée dans la préhistoire, bien qu'on ait retrouvé des rasoirs dans les bronzes du Néolithique, en Europe ou chez les Esquimaux. On sait que les égyptiens fabriquaient déjà des produits similaires au savon : un document médical daté de 1500 ac., le Papyrus Ebers, décrit l'association d'huiles végétales et de sels alcalins pour former une matière proche du savon destinée à l'hygiène et aux soins des maladies de peau.
Le premier produit de rasage utilisé par l'homme préhistorique est assurément l'eau. Le poil s'attendrit au contact prolongé de l'eau. Ce changement des propriétés physiques le rend plus tendre et plus facile à couper. Le poil immergé finit par perdre son enveloppe de sébum, permettant à l'eau de pénétrer dans sa structure pour le ramollir. L'eau reste à notre époque le produit de préparation essentiel du rasage. Même si elle change la nature du poil à couper, l'eau apporte cependant assez peu de lubrification de la peau sous la lame.

## L'huile
La Rome antique améliore la technique en faisant suivre le mouillage du poil d'une application d'huile d'olive. Agissant comme une huile de coupe, celle-ci assure la lubrification nécessaire au glissement de la lame sur la peau. Elle réduit les frottements entre la lame et la peau, permettant à celle-ci de rester mieux tendue et de présenter moins d'aspérités susceptibles d'être coupées. L'huile d'olive assure également une hydratation bénéfique à la peau, réduisant probablement l'effet de feu de la lame et rendant la peau plus souple et élastique. Cette amélioration présente cependant un inconvénient majeur : la nature grasse de l'huile rend le rinçage de la peau très difficile à l'eau, et la sensation après-rasage est assez inconfortable. Cette pratique est presque abandonnée de nos jours, même si certaines huiles de rasage sont encore commercialisées.

## Lesavon à barbe
La découverte du savon et de sa capacité à monter en mousse, mélangé à l'eau, est une étape importante dans l'histoire des produits de rasage. Travaillé à l'aide d'un blaireau, la brosse à monter la mousse, le savon forme une mousse épaisse et durable.
L'effet obtenu est double :
- L'action lipophile et tensioactive du savon permet de débarrasser le poil du sébum qui l'entoure et le rend perméable à l'eau.
- L'eau peut donc pénétrer le poil et le ramollir pour faciliter sa coupe.

Le poil doit donc être maintenu au contact de la mousse pendant quelques minutes avant que le rasage ne soit réellement facilité. Par ailleurs la mousse de savon offre une relative lubrification à la lame.
L'action détersive du savon peut, par contre, contribuer à irriter la peau et à renforcer la sensation de feu du rasoir. Le savon à barbe se présente principalement en bloc de savon (parfois dans un bol) ou en pâte (présentée en tube similaire au dentifrice).

## Le mode d'action des produits pour la barbe
Les produits à raser ont un rôle bien défini dans l’opération de rasage. Ce rôle est dû à quatre actions principales :
- Détergente :
Le produit débarrasse le poil des salissures (graisses & poussières) ce qui facilite l’action tranchante.
- Mécanique :
La mousse développée tend à maintenir le poil dans la position redressée. Sinon celui-ci resterait couché sur la peau et le rasoir glisserait dessus.
- Émolliente :
Les produits contiennent des substances actives permettant de ramollir le poil,  et le rendre moins résistant.
- Protectrice :
Les produits contiennent des substances traitantes qui forment un film protecteur qui empêche le rasoir de trop racler la couche superficielle de l’épiderme (couche cornée).

## La mousse à raser
Après la Seconde Guerre mondiale, l'industrie cosmétique invente la mousse à raser instantanée en bombe. La formule à base de savon, rendue plus liquide, est conditionnée dans une cannette métallique, mise sous pression par adjonction d'un gaz propulseur. La tête de sortie de la cannette est conçue de manière à permettre le foisonnement instantané de la mousse.
La quête de performance, de rapidité et de simplicité d'utilisation a rapidement conduit les industriels à adjoindre des agents permettant d'accélérer l'action émolliente de la mousse, surtout dans le but de réduire le temps d'application nécessaire. L'adjonction d'agents adoucissants dans la formule vient ensuite compenser la nécessaire agressivité chimique de la mousse à raser instantanée. Les années 50 à 80 ont vu naître de nombreuses formulations cosmétiques, mais sans évolution majeure du principe. Certains articles traitent spécifiquement de la fabrication de la mousse à raser.

## Le gel
Dans les années 1990, des études marketing ont mis en évidence le besoin des utilisateurs de retrouver un geste de préparation de la peau ; la formulation des mousses à raser instantanées a été modifiée afin de permettre que la mousse se forme sous les doigts lors de l'application du produit et non dès la sortie de la bombe. Par réaction chimique au contact de l'air la formule gélifiée devient mousse. Le geste de massage accélère ce contact du gel avec l'air et les agents moussants libèrent leur gaz formant une mousse épaisse. Les gels de rasage présentent les mêmes avantages et inconvénients que les mousses à raser, leur formulation étant très proche.

## L'huile
Le retour à des produits plus naturels et en apparence moins techniques a permis le développement contemporain d'huiles de rasage fonctionnant selon le même principe que l'huile de l'antiquité. Les huiles de rasage offrent une lubrification améliorée par rapport à l'huile végétale utilisée dans l'antiquité (huile d'olive), mais leur composition ne permet pas un rinçage facile de la peau. Il apparaît aussi que la matière épaisse formée par le mélange de l'huile et des poils coupés obstrue plus facilement l'espace entre les lames, rendant le rasage plus difficile.

## Le fluide
Apparu vers 2006, le fluide de rasage (ou gel de rasage non moussant) constitue une génération récente de produits de rasage. Formulé principalement de polyols partiellement hydrosolubles et d'huiles essentielles de plantes, il combine différents avantages des produits de rasage développés jusqu'alors (hydratation de la peau ou rinçage des lames facilité) et cherche à rendre superflue l'utilisation d'un après-rasage. Transparent comme l'huile, le fluide de rasage permettrait un rasage plus précis. Le film microscopique et glissant, formé par le mélange d'eau et de fluide sur la peau, assure la lubrification de la lame en tendant à réduire les risques de coupures et d'irritations. Pendant le rasage, le film fluide peut être régénéré par simple massage de la peau avec les mains humides.

## La tondeuse à barbe
L'évolution de l'art du toilettage masculin est à l'origine de la tondeuse à barbe, un appareil conçu pour tailler et entretenir la barbe. Étymologiquement, le mot "tondeuse" provient du latin "tondere", qui signifie "couper" ou "tailler". Historiquement, les premières tondeuses manuelles existent depuis l'Antiquité, mais leur véritable expansion a commencé avec les rasoirs mécaniques au XIXe siècle.
Leo J. Wahl a breveté la première tondeuse électrique au début du XXe siècle, marquant une étape importante dans l'histoire de la tondeuse à barbe. Ces appareils ont été largement influencés par les marques Wahl, Andis et Remington, qui ont introduit des avancées comme les tondeuses sans fil et des réglages de longueur ajustables.
Philips, Panasonic et Braun ont émergé dans les années 1980 et 1990 avec des tondeuses à barbe équipées de caractéristiques électroniques avancées, avec des options de coupe multiples et des têtes pivotantes pour un meilleur confort. Ces appareils sont toujours façonnés par la technologie au XXIe siècle, avec des marques telles que Beardscape et Brio ajoutant des éléments tels que des moteurs silencieux et des lames auto-affûtantes.

Lors du choix d'une tondeuse à barbe, un certain nombre de considérations doivent être prises en compte. Le type de tondeuse nécessaire sera influencé par la longueur et le style de votre barbe. Les tondeuses à barbe de précision sont idéales pour les finitions et les contours, tandis que les tondeuses à barbe à réglage de longueur variable conviennent à un large éventail de styles. De plus, la durée de vie de la batterie, la facilité de nettoyage et les accessoires inclus sont importants.